# Meglična celica
Meglíčna célica (tudi Wilsonova célica) je priprava za zaznavanje delcev ionizirajočega sevanja. V preprosti izvedbi je meglična celica neprodušna valjasta posoda, ki vsebuje podhlajeno, prenasičeno paro, po navadi vodno ali alkoholno. Ko delec α ali delec β interagira z mešanico, jo ionizira. Nastali ioni delujejo kot kondenzacijska jedra, okrog katerih se tvori megla, saj je mešanica blizu vrelišča, točke kondenzacije. Velike energije delcev α in β pomenijo, da delci pustijo sled, saj je vzdolž njihove poti nastalo veliko ionov. Te sledi imajo značilne oblike. Sled delca α je na primer kratka, debela in ravna, sled elektrona ali pozitrona pa je na primer daljša, tanjša in kaže na več odklonov. Če postavimo meglično celico v navpično magnetno polje, se bodo pozitivno in negativno nabiti delci odklonili v nasprotnih smereh. Podobna priprava je mehurčna celica, kjer je pregreta kapljevina, po navadi vodik ali helij.

## Razvoj meglične celice
Prvo meglično celico je leta 1911 razvil škotski fizik Charles Thomson Rees Wilson. Na svoj izum je vplivalo opažanje brockenske prikazni na vrhu Ben Nevisa leta 1894. Začel je razvijati raztezne posode za raziskovanje tvorbe oblakov in optičnih pojavov v vlažnem zraku. Kmalu je spoznal da lahko ioni v takšnih posodah služijo za središča tvorbe vodnih kapljic. Nadaljeval je z uporabo tega odkritja in izdelal prvo meglično celico. V Wilsonovi izvirni celici je bil zrak znotraj zaprte priprave zasičen z vodno paro, za (adiabatno) razširjanje zraka znotraj celice pa je služila zaslonka. Zrak se je ohladil in vodna para je začela kondenzirati. Ko ionizirajoči delec prečka celico, vodna para ob nastalem ionu kondenzira in sled delca je vidna v parnem oblaku. Wilson je skupaj s Comptonom leta 1927 za svoje delo o meglični celici prejel Nobelovo nagrado za fiziko. Takšna celica se imenuje tudi utripna celica, saj se stanja za njeno delovanje ne vzdržujejo nepretrgano.

## Druge meglične celice
Difuzijsko meglično celico je leta 1936 razvil Alexander Suss Langsdorf mlajši in jo opisal v svoji doktorski dizertaciji na Tehnološkem inštitutu Massachusettsa. Ta se razlikuje od raztezne meglične celice v tem da je stalno občutljiva na sevanje in da mora biti njeno dno ohlajeno na nižjo temperaturo, v splošnem tako nizko ali še nižjo od temperature suhega ledu (−78.5 °C). Velikokrat se uporablja tudi alkoholna para zaradi njenih različnih temperatur faznega prehoda. Meglične celice ohlajene do temperature suhega ledu so običajne demonstracijske in ljubiteljske priprave. Največkrat se pri njih uporablja izopropanol, čeprav se lahko uporablja tudi metanol. Obstajajo tudi vodno hlajene difuzijske meglične celice, ki uporabljajo etilenglikol.
Mehurčna celica podobno razkriva sledi podatomskih delcev s sledmi mehurčkov v pregreti kapljevini. Mehurčne celice so lahko fizično izdelane večje od megličnih celic, in ker so napolnjene s precej gostejšo snovjo, nastajajo sledi delcev z večjimi energijami. Ti faktorji so pripomogli k temu da so bile mehurčne celice glavni detektorji delcev, pri temeljnih raziskavah pa so meglične celice opustili v začetku 1960-tih.